# خابور کوچک
خابور کوچک (به عربی: خابور) یک رود در عراق است که در اقلیم کردستان عراق واقع شده‌است.